# Henry Raymont
Henry Raymont fou un músic francès del segle xviii. Fou répetiteur de música en el teatre de Beaujolais, al que donà les peces següents: L'amateur de musique, L'amant écho, Anacréon, L'ramoire, Le chevalier de Lerigny i Le braconnier, de les que n'és autor de la lletra i la música.